# Madita Giehl
Madita Giehl (* 25. Mai 1994 in Bad Friedrichshall, Baden-Württemberg) ist eine deutsche Fußballspielerin.

## Werdegang
Zu ihren ersten Vereinen gehören FV Rockenhausen und TuS Hochspeyer. 2009 spielte Giehl in der U-15-Nationalmannschaft des DFB und in der Juniorenmannschaft des SC Siegelbach. Im Winter 2010 gehörte sie zum deutschen U-16-Kader für zwei Testspiele in den USA und wechselte im Sommer desselben Jahres zum Erstligisten 1. FC Saarbrücken. Mit dem FCS stieg sie nach der Saison 2010/11 in die 2. Bundesliga Süd ab.
Am 12. Spieltag der Saison 2011/12 schoss sie das erste Tor ihrer Profikarriere. Zur Saison 2012/13 wechselte sie zur TSG 1899 Hoffenheim, mit der ihr in dieser Spielzeit der Aufstieg in die Bundesliga gelang. Die Abwehrspielerin unterschrieb im Juni 2018 beim Bundesligaaufsteiger Borussia Mönchengladbach.

## Erfolge
- Aufstieg in die Bundesliga 2013 (mit der TSG 1899 Hoffenheim)
- dreifache Meisterschaft in der 2. Bundesliga (2016, 2017 und 2018) (mit der TSG 1899 Hoffenheim II)